# Werner Reister
Werner Reister (* 1943 in Pforzheim; † 3. August 2022) war ein deutscher Goldschmied und bildender Künstler.
Er absolvierte in Pforzheim eine Goldschmiedelehre und studierte von 1960 bis 1963 an der Kunst- und Werkschule Malerei und Schmuckdesign. Daran schloss sich eine Lehre als graphischer Zeichner bei einem Verlag an und das Studium der Malerei an der Hochschule für Bildende Künste Berlin.
Von 1970 bis 1979 gehörte er zur Berliner Künstlerkooperative KWARZ, die „im Gegensatz zum Kritischen Realismus“ arbeitete und „den total offenen Horizont, die Unverbindlichkeit der Stile, die freie Verfügbarkeit der in den 1960er Jahren entworfenen Konzepte“ demonstrierte. Zwischen 1975 und 2009 führte er für Goethe-Institute in verschiedenen Orten der Welt internationale Workshops für Künstler durch. Reister lebte in Baitz (Hoher Fläming).
Reister pflegte in seinen Bildern bis zuletzt einen Stil, der von der Abstraktion herkommt, teilweise collageartige Techniken verwendet, dementsprechend auch Gegenständliches und Schriftliches einschließt, dabei aber sparsam in den Mitteln bleibt, die ihre Herkunft von der Graphik zu erkennen geben. Auch seinen Skulpturen und Schmuckstücken ist diese minimalistische Haltung eigen.